# Pesjtersko
Pesjtersko (bulgariska: Пещерско) är ett distrikt i Bulgarien.   Det ligger i kommunen Obsjtina Ajtos och regionen Burgas, i den östra delen av landet, 300 km öster om huvudstaden Sofia.
Trakten runt Pesjtersko består till största delen av jordbruksmark. Runt Pesjtersko är det ganska tätbefolkat, med 67 invånare per kvadratkilometer.